# Hippika gymnasia

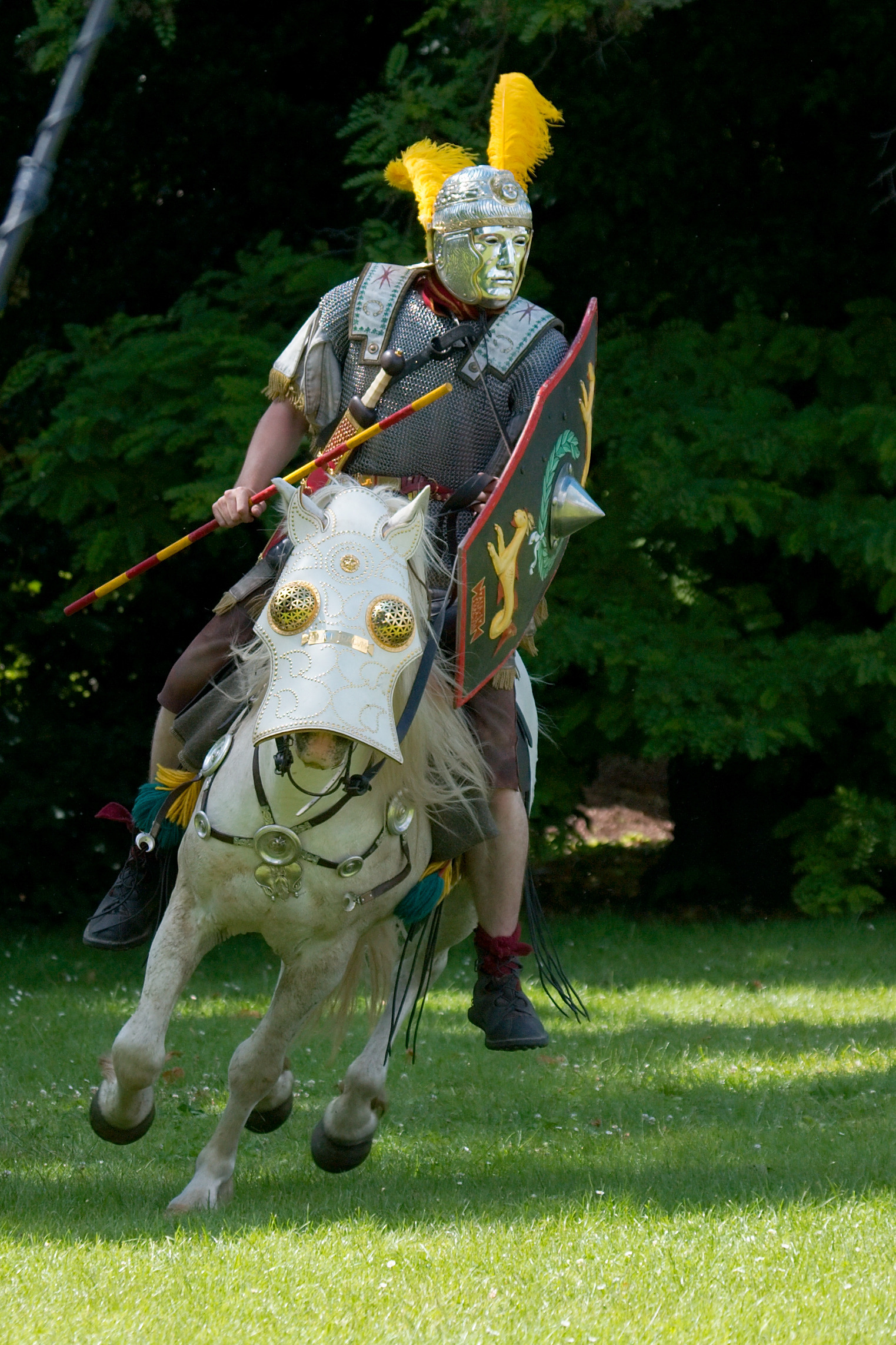
Cavalier participant à une reconstitution dhippika gymnasia

Les hippika gymnasia, (grec ancien : ἱππικὰ γυμνάσια), sont un type de tournoi ou démonstrations rituelles effectuées par la cavalerie romaine afin de prouver leurs talents. Ils sont organisés sur un champ de démonstration situé à l'extérieur d'un fort, et consistent en exercices d'équitation et démonstration de manipulation d'armes telles que javelots ou lances.. Les cavaliers et leurs montures portent des armures très élaborées et des casques réalisés spécialement pour ces exercices, ornés d'images issues de la mythologie romaine. Ces tournois répondent à plusieurs objectifs, notamment à améliorer les talents des cavaliers et le moral des troupes, et à impressionner les dignitaires et peuples conquis.
L'armée romaine comprend d'importantes forces de cavalerie en plus des légions. L'élite de ces forces, les alæ, doivent réaliser des manœuvres complexes exigeant un entraînement intensif. Le rôle de la cavalerie a été décrit au IIe siècle par l'auteur Arrien dans son Ars Tactica, un ouvrage (peut-être de théorie) dans lequel il décrit la façon dont les légions et les troupes auxiliaires peuvent être utilisées pour vaincre un ennemi. Il traite des hippika gymnasia en détail, bien que, le texte original étant écrit en grec ancien, nous ne connaissions pas le nom correspondant en latin. Les cavaliers s'exercent à des manœuvres complexes avec des armes d’entraînement, attaquant et défendant alternativement, et démontrent leur maîtrise équestre et leur courage aux spectateurs.
|                         |
| le casque de Ribchester |

|                                 |
| Un des casques de Newstead (en) |

|                                  |
| Le casque de Crosby Garrett (en) |

|                          |
| Le casque de Guisborough |